# Livarot (tổng)
Tổng Livarot là một tổng thuộc tỉnh Calvados trong vùng Normandie.
Tổng này được tổ chức xung quanh Livarot ở quận Lisieux. Độ cao khu vực này dao động từ 39 m (Le Mesnil-Durand) đến 233 m (Saint-Germain-de-Montgommery) với độ cao trung bình 131 m.

## Hành chính
| Danh sách ủy viên hội đồng             |           |                   |      |                                     |
| Giai đoạn                              | Giai đoạn | Tên               | Đảng | Tư cách                             |
| ?                                      | 2004      | Robert Halley     | DVD  | Thị trưởngs Moutiers-Hubert         |
| 2004                                   | actuel    | Sébastien Leclerc | UMP  | Thị trưởng Livarot à partir de 2008 |
| Tất cả các dữ liệu trước đây không rõ. |           |                   |      |                                     |

## Các đơn vị trực thuộc
Tổng Livarot gồm 22 xã với dân số 6 360 người (điều tra dân số năm 1999, dân số không tính trùng)
| Xã                           | Dân số | Mã bưu chính | Mã insee |
| ---------------------------- | ------ | ------------ | -------- |
| Auquainville                 | 258    | 14140        | 14028    |
| Les Autels-Saint-Bazile      | 51     | 14140        | 14029    |
| Bellou                       | 125    | 14140        | 14058    |
| La Brévière                  | 128    | 14140        | 14105    |
| La Chapelle-Haute-Grue       | 30     | 14140        | 14153    |
| Cheffreville-Tonnencourt     | 172    | 14140        | 14155    |
| Fervaques                    | 646    | 14140        | 14265    |
| Heurtevent                   | 165    | 14140        | 14330    |
| Lisores                      | 260    | 14140        | 14368    |
| Livarot                      | 2 516  | 14140        | 14371    |
| Le Mesnil-Bacley             | 177    | 14140        | 14414    |
| Le Mesnil-Durand             | 272    | 14140        | 14418    |
| Le Mesnil-Germain            | 218    | 14140        | 14420    |
| Les Moutiers-Hubert          | 49     | 14140        | 14459    |
| Notre-Dame-de-Courson        | 357    | 14140        | 14471    |
| Sainte-Foy-de-Montgommery    | 174    | 14140        | 14576    |
| Saint-Germain-de-Montgommery | 163    | 14140        | 14583    |
| Sainte-Marguerite-des-Loges  | 163    | 14140        | 14615    |
| Saint-Martin-du-Mesnil-Oury  | 90     | 14140        | 14633    |
| Saint-Michel-de-Livet        | 127    | 14140        | 14634    |
| Saint-Ouen-le-Houx           | 70     | 14140        | 14638    |
| Tortisambert                 | 149    | 14140        | 14696    |

## Biến động dân số
| 1962                                                     | 1968  | 1975  | 1982  | 1990  | 1999  |
| -------------------------------------------------------- | ----- | ----- | ----- | ----- | ----- |
| 7 275                                                    | 6 818 | 6 302 | 6 219 | 6 337 | 6 360 |
| Nombre retenu à partir de 1962 : dân số không tính trùng |       |       |       |       |       |